# كيرك مكارثي
كيرك مكارثي (بالإنجليزية: Kirk McCarthy)‏ مواليد 18 نوفمبر 1966 - الوفاة 15 أغسطس 2004، كان متسابق دراجات نارية أسترالي. نافس في سباقات بطولة العالم لفئة 500 سي سي. كما شارك في بطولة العالم للسوبربايك وبطولة العالم للسوبرسبورت. توفي إثر حادث تعرض له أثناء السباق.

## روابط خارجية
- كيرك مكارثي على موقع MotoGP.com (الإنجليزية)
- كيرك مكارثي على موقع WorldSBK.com (الإنجليزية)